# 小笠原和男
小笠原 和男（おがさわら かずお、1924年5月16日 - 2016年12月17日）は、俳人。
愛知県碧南市出身。1939年岩田潔に俳句を学ぶ。石田波郷、石塚友二に師事。1969年『鶴』（星野立子）に参加、『飛鳥集』同人、1984年『初蝶』創刊に参加、主宰。『立羽集』同人。

## 著書
- 『遊神 小笠原和男句集』竹頭社 鶴叢書 1982
- 『華蔵界 句集』富士見書房 初蝶叢書 1988
- 『小笠原和男集』自註現代俳句シリーズ 俳人協会 1990
- 『即刻の文芸』角川書店 初蝶叢書 1998
- 『放下 句集』富士見書房 初蝶叢書 2000
- 『自解小笠原和男句集』富士見書房 初蝶叢書 2002
- 『方寸 句集』角川書店 初蝶叢書 2004
- 『年月 句集』角川書店 初蝶叢書 2009
- 『手持ち顔 句集』角川書店 初蝶叢書 2013